# K3 Roller Skater
K3 Roller Skater is een achtbaan van het model Junior Coaster, gebouwd door de Nederlandse attractiebouwer Vekoma in het Belgische pretpark Plopsaland Belgium. 
De baan heeft een lengte van 335 m, een hoogte van 13 meter en de trein behaalt een snelheid van 46 km/u. De trein bestaat uit 8 wagentjes voor telkens 2 personen en is gethematiseerd als rolschaatsen in verschillende kleuren.

## Thema
Het decor is gethematiseerd naar de muziekgroep K3. K3 is een merk van Studio 100, de eigenaars van Plopsaland Belgium sinds de overname van Meli Park in 1999. Langs de baan zijn grote poppen van de 3 leden van de muziekgroep te zien, net zoals een grote speaker (waar het treintje doorrijdt), gebakjes, snoepjes, een zonnebril en een flamingo. Het station is gethematiseerd als een rek met een rolschaats, een K3-lamp, een verfemmer, een borstel, een blikje Coca-Cola en een Capri-Sun. 
De baan is roze/rood en de ondersteuning is grijsgroen.

## Geschiedenis

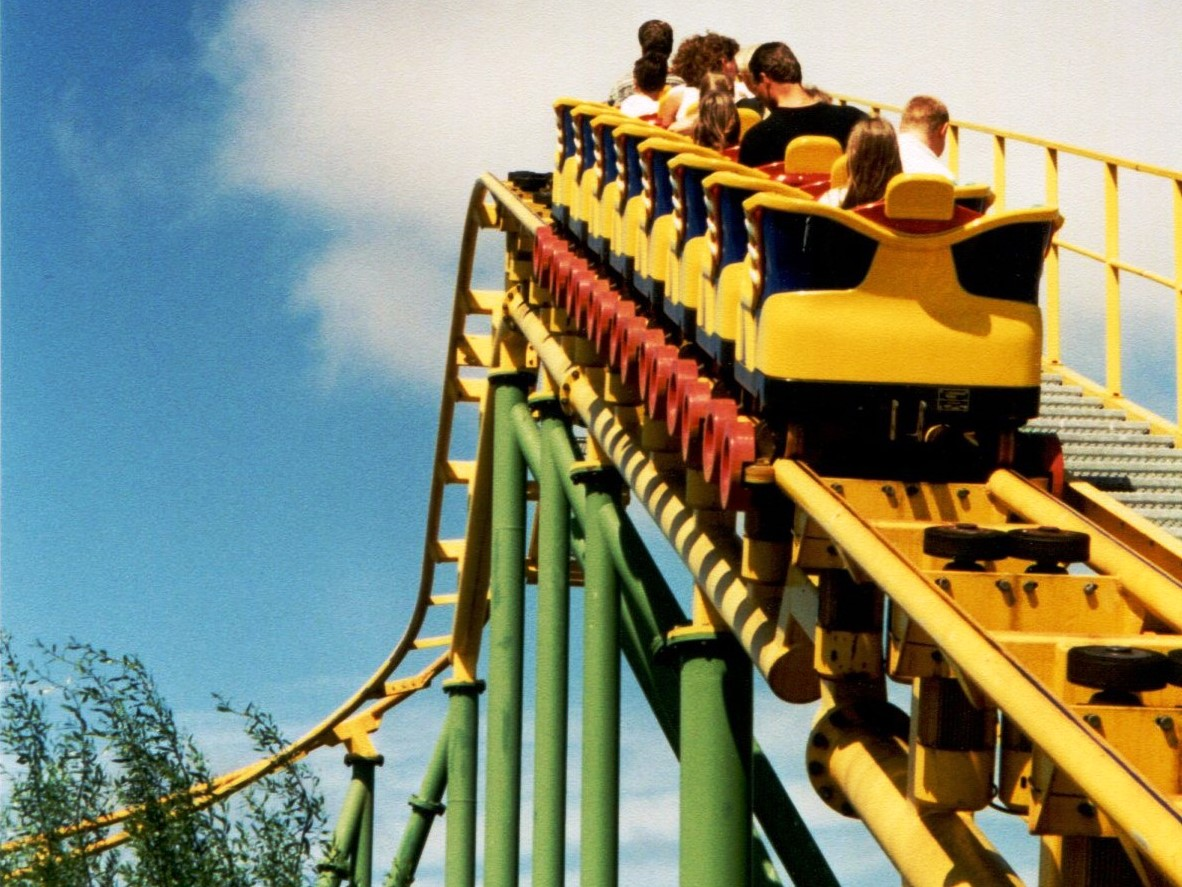
Rollerskater, Meli-Park, 1995.

### Meli Park
De baan werd in de zomer van 1990 geopend en was de allereerste Junior Coaster van Vekoma. De baan was oorspronkelijk geel en de ondersteuningen groen. De trein, gemodelleerd naar rolschaatsen, had een gele kleur met donkerblauwe, rode en groene tinten. Het station had wit hekwerk en een simpel wit dak.

### Plopsaland
Bij de transformatie van Meli Park naar Plopsaland in 2000 kreeg de achtbaan het thema van Wizzy en Woppy. Het station werd blauw herschilderd en er werd aan de voorkant een kleine façade met tekeningen van Wizzy en Woppy toegevoegd. In 2006 werd de trein herschilderd, de karretjes hebben sindsdien elk een ander kleur. Er werd ook nieuw decoratiestuk toegevoegd: de trein gaat nu door een grote wasmachine waar de bezoekers besproeid werden met water. In 2007 werd de baan herschilderd naar een roze/rode kleur en de ondersteuningen kregen en donkerdere groene kleur. Het station werd in 2008 getransformeerd naar een groot rek met allerlei spullen op, zoals schoenen, wijnflessen, enzovoort. De decoratieve wielen op de trein werden in dit jaar ook verwijderd. In 2013 kreeg de attractie vele nieuwe decoratiestukken, deze kwamen van De Vaat die een nieuw thema had gekregen. 
Eind 2018 werd bekendgemaakt dat de Rollerskater, de laatste attractie met het thema van Wizzy en Woppy, een nieuw thema zou krijgen. Voor het seizoen van 2019 kreeg de attractie het thema van de muziekgroep K3. De baan en de trein werden hierbij ook herschilderd. De voormalige wasmachine werd getransformeerd naar een luidspreker en er werd nieuwe decoratie toegevoegd rond de baan en op het stationsgebouw.

## Trivia
- De Rollerskater was de eerste Junior Coaster gebouwd door Vekoma. Het model werd een groot succes: anno 2025 zijn maar liefst 115 installaties met hetzelfde ritsysteem over de hele wereld.[2] 29 van deze exemplaren hebben dezelfde lay-out als de Rollerskater, ook hebben veel parken het ontwerp van de trein overgenomen.[3]
- Enkele van de voormalige decoratiestukken van Wizzy en Woppy zijn te zien aan de zijkant van een pad naast het Verkeerspark.
- Bij kalmte doet de achtbaan twee rondjes.

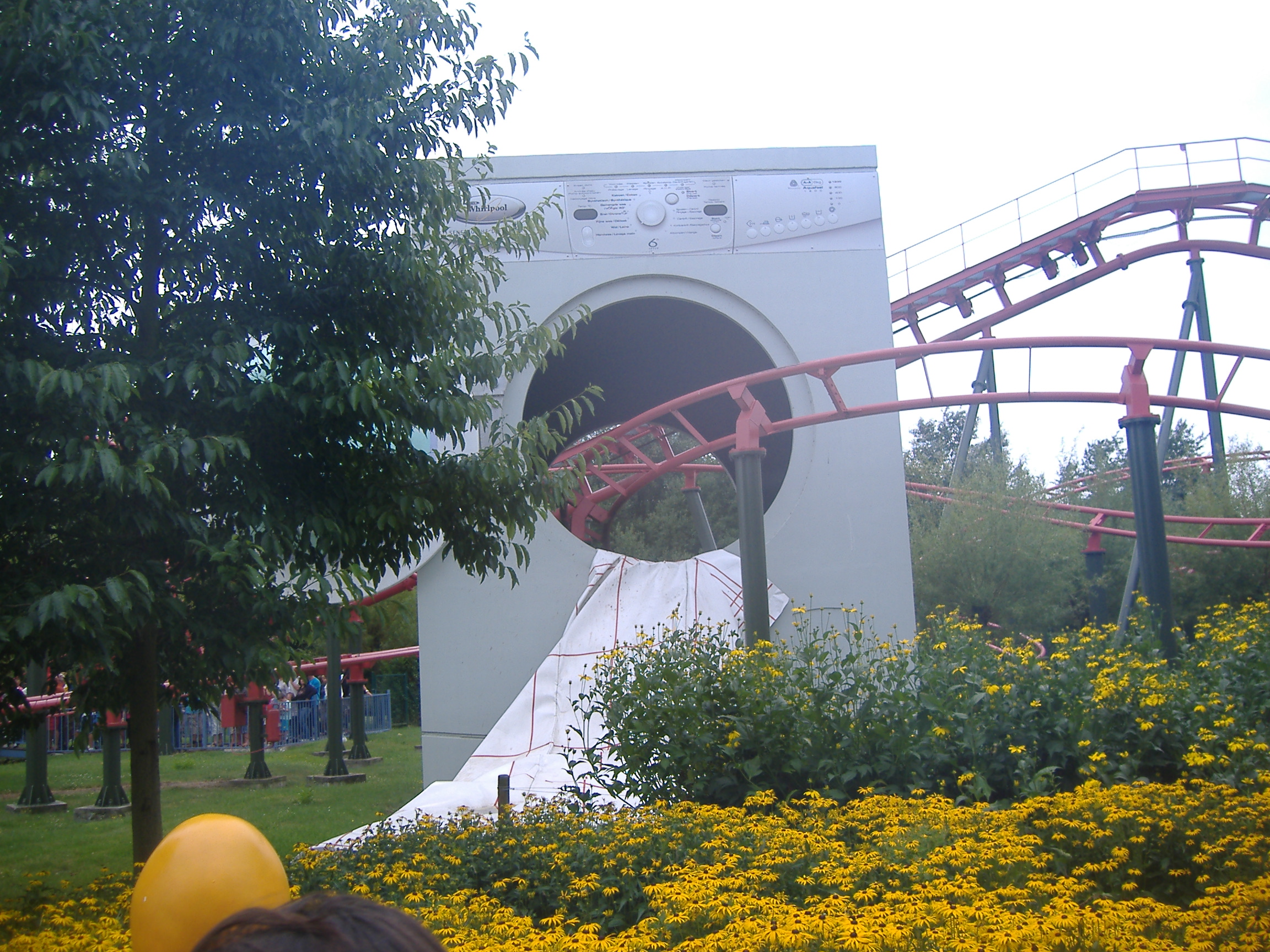
Rollerskater, Plopsaland Belgium, 2008.

Afbeeldingen